# Історична бібліографія
Історична бібліографія — допоміжна історична дисципліна, що займається обліком, систематизацією, відбором, описом і евристикою історичної літератури, публікацій історичних джерел. З цією метою випускаються покажчики, списки, огляди літератури та ін. Поточна історична бібліографія фіксує коло знань сьогодення; ретроспективна бібліографія — узагальнює розвиток науки за будь-який певний відрізок часу; рекомендаційна — допомагає в самоосвіті. Бібліографічні покажчики які містять відомості про книги, рецензії, встановлюють фактичні відомості про публікації, є особливим родом джерел достовірних знань про розвиток історичної науки.

## Історія виникнення
Термін «бібліографія» уперше з'явився у V ст. до н. е. і означав простий перелік книг. У III ст. н. е. у зв'язку із занепадом античної культури він зникає з ужитку і з'являється вже у Франції у XVII ст. у значенні «опис книжок».
Як наука історична бібліографія виникла в Європі на початку XVII ст., але більшого поширення та розвитку набула у XVIII ст. у зв'язку з формуванням наукових історичних знань. Тоді вона мала в основному характер ретроспективної бібліографії. Перша фундаментальна бібліографічна праця історичного змісту з'явилася у 1830-х роках і належала російському історику й археологу О. Черткову (1789—1858 роки). Він склав каталог власної бібліотеки у 1838 році й опублікував його під назвою «Всеобщая библиотека России или Каталог изучения нашего Отечества во всех отношениях и подробностях». Це був систематичний каталог рукописів, книг, періодичних і таких, що продовжуються, видань XV — першої половини XIX ст. російською, іноземними мовами та мовами народів Росії. У 1939 році у Києві відкрилася Державна історична бібліотека України, у якій збиралася спеціальна історична література. У роки Німецько-радянської війни її фонди були пограбовані і частково знищені. Бібліотека відновила свою діяльність у 1946 році, а з 1952-го року почала обслуговувати читачів. На сьогодні її фонд становить понад 750 тис. примірників україномовних та інших видань (зокрема і зарубіжних), стародруків та рідкісних книг. Унікальними є видання І. Федорова (1580 та 1581 роки), прижиттєві видання «Енеїди» І. Котляревського (1808 рік) та ін. У 1920—1930-х роках у процесі формування радянської історичної науки починає й розвиватися й радянська історична бібліографія, яка характеризується забороною опису праць тих вчених, хто потрапив у списки заборони, а також тих, хто виїхав за кордон.

## Види
Залежно від хронологічного охоплення літератури історична бібліографія може бути поточною або ретроспективною. До поточних бібліографічних покажчиків включається історична література, опублікована за незначний проміжок часу — від тижня до року. Вони оперативно інформують читачів про історичні дослідження, присвячені певній темі, регіонові чи країні. Поточну бібліографію складають і публікують співробітники центральних бібліографічних центрів країни, передусім Книжкової палати. За умов незалежності в України склалася практика, коли видавництва зобов'язані розсилати із обов'язкових примірників до бібліотек Президента України, Верховної Ради, Держкомінформу. Ретроспективна історична бібліографія репрезентована описами історичної літератури, що видавалася протягом тривалого відтинку часу (як правило, це багатотомні видання або окремі солідні праці). Є ціла низка типів ретроспективної бібліографії. Це, наприклад, окремі бібліографічні покажчики історичної літератури, присвяченої історії окремої країни (Франції, Англії, України тощо) чи окремим розділам історичної науки.

## Бібліографічні видання
Бібліографічні видання публікуються у вигляді книг та брошур. Бібліографічні довідники часто об'єднуються у серійні видання типу «Країни і народи світу». Вони розробляються для певної групи читачів, мають цільове призначення, серійне оформлення, тощо.
Бібліографічний опис історичної літератури проводиться згідно з прийнятими правилами і призначається для ідентифікації та загальної характеристики видання. В умовах державної незалежності в Україні спостерігається значна активізація бібліографічної діяльності.
У Національній історичній бібліотеці України поповнюється електронний каталог документів з історії України, а також видається щорічний бібліографічний покажчик «Історія України».